# Júlio César Leal
Júlio César Leal Júnior, detto Júlio César Leal (Itajubá, 13 aprile 1951), è un allenatore di calcio brasiliano che ha guidato la Nazionale di calcio del Brasile Under-20 al 
campionato del mondo Under-20 1993 e 1995.

## Carriera

### Allenatore
Iniziò come allenatore del Vasco da Gama nel 1983, passando poi ad allenare la Nazionale di calcio degli Emirati Arabi Uniti dal 1985 al 1987. Nel 1991 fu scelto dalla CBF per guidare il Brasile under 20 in due Mondiali Under-20, nel 1993 e nel 1995; nel 1995 guidò il Bahia, poi il Bragantino, l'América-SP, Guarani e Fluminense. Nel 2003 assunse la guida tecnica del Kazma, squadra kuwaitiana. Dal 2008 al 2010 è stato alla guida dei Moroka Swallows. Dal 2011 al 2012 allena l'Orlando Pirates Football Club

## Palmarès

### Allenatore

#### Competizioni statali
- Campionato Paraense: 1

Remo: 2003

#### Competizioni nazionali
- Coppa del Sudafrica: 1

Moroka Swallows: 2008-2009

### Nazionale
- Campionato sudamericano Under-17: 1

1991
- Campionato sudamericano Under-20: 1

1992
- Campionato mondiale Under-20: 1

Australia 1993